# Russula amethystina
Russula amethystina es una especie de hongo basidiomiceto comestible de la familia Russulaceae, descrito por el micólogo Lucien Quélet en el año 1897.

## Características
La forma del sombrero (píleo) es convexa a plana y hundida en el centro, de color violáceo, puede llegar a medir 12 cm de diámetro. 
El estipe es de color blanquecino cuando es joven y amarillento amarronado cuando madura.

## Comestibilidad
Es una seta comestible.